# Eosina

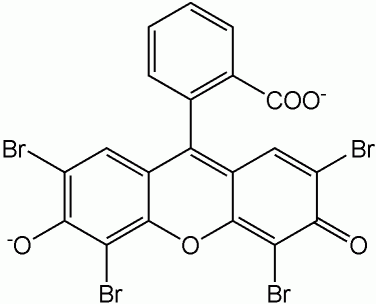
Eosina Y o vermell imperial

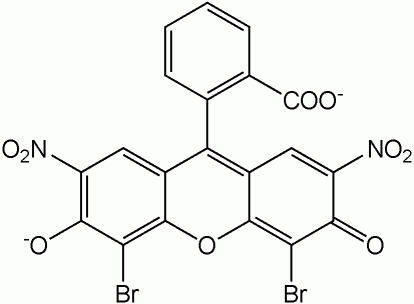
Eosina B o àcid bromofluorescèic

L'eosina (del grec εωs eos, aurora) és un colorant i un desifectant, en forma de pols vermell cristall, del grup dels trifenilmetans derivat de la fluoresceïna, d'ús àmpliament estès en l'àmbit industrial, des de la indústria tèxtil fins a l'estudi biològic i histològic. També s'utilitza per a la coloració de la benzina. La seva fórmula és C20H₆Br₄Na₂O₅.
L'eosina és un compost àcid, la propietat de la qual està basada en la seva polaritat negativa, que li permet enllaçar-se amb constituents cel·lulars de càrrega positiva. Per aquest motiu acoloreix components i orgànuls citoplasmàtics, col·lagen i fibres musculars, però no els nuclis (que són bàsicament àcids nucleics i estan carregats negativament). Aquells components que es tenyeixen amb eosina són coneguts com a acidòfiles o eosinòfils. La coloració resultant de la tinció amb eosina és rosada-taronja per citoplasmes, i vermell intens en el cas dels eritròcits. És fortament fluorescent, encara que aquesta característica és molt poc utilitzada.

## Aplicacions
L'eosina és un colorant molt usat en tincions de vitalitat. Com que és un colorant aniònic (càrrega negativa) no penetra a l'interior cel·lular a menys que la membrana sigui permeable. Això només succeeix en cèl·lules mortes. Per tant, en una tinció amb eosina es troben cèl·lules amb l'interior tenyit (mortes) i cèl·lules només tenyides en el seu entorn (vives).
Se sol utilitzar juntament amb l'hematoxilina, un colorant bàsic, per a tincions generals (s'anomena llavors tinció d'hematoxilina-eosina).
L'eosina s'empra també com a desinfectant de la pell en virtut de les seves propietats bacteriostàtiques (majoritàriament contra bacteris Gram-positius) i fungistàtiques, en particular, contra fongs pertanyents al gènere Candida. A més, l'eosina també està dotada d'activitat anti-exsudant, mitjançant la qual es produeix una reducció de la secreció d'exsudat, afavorint així la cicatrització i la reepitelització de la pell ferida, abrasada o escaldada. L'eosina com a desinfectant de la pell està disponible en formulacions adequades per a ús tòpic i, en particular, per a aplicació cutània, especialment receptada per a dermatitis causades pels bolquers en nadons en forma de solució cutània al 2%.